# ドラえもん物語〜藤子・F・不二雄先生の背中〜
『ドラえもん物語〜藤子・F・不二雄先生の背中〜』（ドラえもんものがたり ふじこエフふじおせんせいのせなか）は、「コロコロコミック創刊40周年記念特別まんが」として2017年5月号から同年6月号まで『月刊コロコロコミック』で連載された、自伝漫画である。

## 概要
藤子・F・不二雄のチーフアシスタントを勤め、最後の弟子と言われるむぎわらしんたろうの少年時代から現在を描く自伝となっている。タイトルにあるように、内容の多くはむぎわら視点の藤子Fと『ドラえもん』の様々な思い出や出来事が実際の書簡などを交えながら描かれる。『月刊コロコロコミック』連載時は2017年5月号に前編（少年時代～藤子Fの元でアシスタントとして働き出すところまで）、同年6月号に後編（藤子プロでの出来事～現在）が掲載された。大幅加筆の上で同年8月28日に単行本化された。

## あらすじ
新宿区のビルにある仕事場で今日も『野球の星 メットマン』の執筆に追われる漫画家・むぎわらしんたろうは、その修羅場の最中に突然、別の人から原稿を仕上げるよう託されてしまう。不満を隠して原稿を受け取ると、その相手はむぎわらの師である藤本先生だった。自分の原稿もギリギリなのにと不満を持つむぎわらだったが、渡された原稿はSF短編の未発表の新作であった。むぎわらは、渡された新作の面白さに慌てて自分の作品を放り出して、その作品を仕上げようとして目覚めてしまう。藤本先生から原稿を託される、というのは疲労で執筆姿勢のまま眠り落ちたむぎわらが見た夢であった。そして、むぎわらは自身の師の事を、その師に憧れて漫画を描き始めた幼少期を思い出す。
7歳の頃『ドラえもん』に触れたむぎわら少年は、すぐに同作が大好きになり絵が好きだったことも手伝って、その作風や絵柄の模倣を行い同級生に請われるままに絵を描くようになってクラスで喜ばれ、絵を描く事の楽しさに目覚めた。1977年に『月刊コロコロコミック』が創刊され1980年に藤子不二雄賞が創設されると、すぐさまこれに応募するようになる。しかし幾度も幾度も落選を続け諦めかけるも、その度に審査委員長であった藤子不二雄の総評である「落ちてもがっかりして描くのを止めたりしないでほしい」の言葉に励まされて描き続けた。そして19歳の時、ついに第14回藤子不二雄賞にて佳作を受賞。藤本先生より祝いの言葉を貰い有頂天となった。しかし、そんな感激も束の間、数日後に藤子不二雄はコンビを解消することを宣言。その報にむぎわらはショックを受ける。しかし藤子不二雄賞の佳作を受けていたむぎわらは、『コロコロコミック』の編集長である平山隆から連絡を受け、藤子プロの面接を受ける事となった。憧れの藤本先生から手伝いを頼まれ、むぎわらは二つ返事で請け負う事を即答。かくて、むぎわらは藤子プロにてアシスタントとして活動する事となった。
藤本先生のアシスタントとなったむぎわらは、様々な初体験に七転八倒するも、時に先生より指導を受け励まされ、時に雑談を交し経験を重ね、先生の人格に影響を受けながら成長していった。だが、むぎわらがチーフアシになった頃から、藤本先生の体調は少しずつ悪化していった。そして1996年に『のび太のねじ巻き都市冒険記』が始まると、むぎわらの手に渡されたのは冒頭4枚のカラー原稿と残る原稿の下絵だった。下絵には藤本先生から「ペンも入れてください」という指示があった。それまでキャラクターには必ず手ずからペンを入れていた藤本先生からの、その指示はむぎわらを驚愕させる。試行錯誤を重ねながら原稿を完成させると、次に渡されたのは、むぎわらが作り上げた原稿のコピーと、それに対する採点ともいえる詳細な注意事項（ダメ出し）のメモだった。そして再び下絵のみで託された『ねじ巻き都市』第2回目の原稿に対し、むぎわらは前回の注意事項に沿いながらこれを完成させ、その原稿を藤本先生の元へと持って行き、確認と了承を願いに行く。結果は合格。藤本先生からは「これだけ描けるのなら、もっといろいろまかせればよかったよ」との言葉を貰う。むぎわらは感激したが、それが彼が藤本先生からもらった最期の言葉となった。そして運命の1996年9月23日早朝、むぎわらの元に藤本先生の訃報が届く。むぎわらはその時『ドラえもん』という作品の終焉を、『ねじ巻き都市』の未完化を覚悟した。
だが藤本先生の葬儀から一週間後の事。藤本家から、むぎわらの元に1本の電話が届く。それは藤本先生の遺稿らしきものがあるから見てほしい、というものだった。その電話によって急遽、藤本家に赴いたむぎわらが先生のご遺族が言うところの「遺稿」を見せてもらうと、それは『ねじ巻き都市』のラフコンテであった。それは全く原稿の体裁を成していなかったがラフとしては完成しており、むぎわらにはそのラフを元にした原稿が見えた。さらにラフに混ざって藤本先生が『ねじ巻き都市』用にまとめていたアイディアメモも見つかり、むぎわらは「これさえあれば描ける」事を確信。この事により、むぎわらは『ドラえもん』を「終わらせない」事を決意し、芝山努ら映画スタッフたちの力も借りて『のび太のねじ巻き都市冒険記』を完結へと導いた。

## 登場人物
むぎわらしんたろう
本作の執筆者であり、主人公。藤本先生（藤子・F・不二雄）にあこがれ、漫画家を目指す。第14回藤子不二雄賞佳作受賞者。授賞式では緊張で隣にいた男性受賞者のさとう氏の名前が呼ばれた時に間違って同時に立ってしまう。これが縁で藤子プロに入社し、藤本先生の作画アシスタント（弟子）として活動。最終的には藤子プロのチーフアシスタントとして藤本先生の最晩年に関わっていく事となる。
藤本弘 先生（藤子・F・不二雄）
むぎわらの師。『ドラえもん』など多くの人気漫画を描いた漫画家。
平山隆
『月刊コロコロコミック』3代目編集長。むぎわらに藤子プロの面接を受けさせる。
伊藤善章
藤子プロ社長（連載当時）・藤子・F・不二雄ミュージアム総館長。むぎわらがアシスタントだった頃は藤子プロのマネージャーを務めた。本作では藤子Fに次ぎ、むぎわらとの絡みが多く描かれる人物。
芝山努
『ドラえもん (1979年のテレビアニメ)』のテレビ・映画監督。逝去した藤子Fにかわり、むぎわらが『ドラえもん のび太のねじ巻き都市冒険記』の執筆をする際に協力する。

## 書誌情報
むぎわらしんたろう『ドラえもん物語 ～藤子・F・不二雄先生の背中～』小学館〈てんとう虫コロコロコミックススペシャル〉
- 全1巻 2017年9月3日 初版発行。TCS-2492 / ISBN 978-4-09-142492-1